# Évêché titulaire de Nova
Le diocèse de Nova (en latin : Dioecesis Novensis) est un ancien diocèse d'Afrique du Nord et, depuis 1964, siège titulaire de l'Église catholique.

## Histoire
Nova, dans l'actuelle Tunisie, est un ancien siège épiscopal de la province romaine de l'Afrique proconsulaire, suffragante de l'archidiocèse de Carthage.
On connaît deux évêques affectés à ce diocèse : Rogaziano, qui a pris part au conseil tenu à Carthage en 256 par saint Cyprien pour discuter de la question des lapsi ; et Secundus, qui est intervenu lors d'un conseil à Constantinople en 451.
Depuis 1964, Nova existe comme siège titulaire épiscopal ; l'évêque titulaire actuel est Luigi De Magistris, pro-pénitencier émérite de la Pénitencerie apostolique.

## Liste des titulaires

### Époque romaine
- Rogaziano † (mentionné en 256)
- Jailer † (mentionné en 451)

### Époque moderne
- Maurice Perrin † (9 juillet 1964 - 2 août 1965, nommé archevêque de Bagdad)
- Francis John Spence † (1er avril 1967 - 17 août 1970, nommé évêque de Charlottetown)
- Johannes Kleineidam (de) † (12 septembre 1970 - 2 juin 1981), évêque auxiliaire de Berlin
- Lajos Bálint † (9 juillet 1981 - 14 mars 1990, nommé évêque d'Alba Iulia)
- Mario Moronta (es) (4 avril 1990 - 2 décembre 1995, évêque auxiliaire de Caracas, nommé évêque de Los Teques)
- Luigi De Magistris (6 mars 1996 - 15 février 2015, nommé cardinal-diacre de Santissimi Nomi di Gesù e Maria in Via Lata)
- Juan Carlos Cárdenas Toro (es) (26 juin 2015 - 1er octobre 2020, évêque auxiliaire de Cali, nommé évêque de Pasto)
- Jacek Grzybowski (pl), depuis le 26 novembre 2020, évêque auxiliaire de Varsovie-Praga